# Nesvåghomane
Nesvåghomane est une île norvégienne du comté de Vestland appartenant administrativement à Etne.

## Description
Rocheuse et couverte d'une légère végétation, elle s'étend sur environ 73 m de longueur pour une largeur approximative de 30 m. 